# Nina Nikolajewna Sadur
Nina Nikolajewna Sadur, geboren Kolesnikowa, (russisch Нина Николаевна Садур, урожд. Колесникова; * 15. Oktober 1950 in Nowosibirsk; † 12. November 2023 in Moskau) war eine sowjetische bzw. russische Dramaturgin und Schriftstellerin.

## Leben
Sadur, Tochter des Dichters Nikolai Perewalow und der Lehrerin für Russische Sprache und Literatur Wiktorija Kolesnikowa, studierte in Moskau am Maxim-Gorki-Literaturinstitut in den Seminaren von Wiktor Rosow und Inna Wischnewskaja mit Abschluss 1983. Als sie noch nicht Rosows Lieblingsstudentin war, musste sie für ihren Lebensunterhalt in einem Theater als Putzfrau arbeiten. Ihre erste Veröffentlichung war 1977 in der Nowosibirsker Zeitschrift Sibirische Feuer gedruckt worden.
Mit ihrem ersten Theaterstück Tschudnaja baba (Wundervolle Baba) (1981) wurde Sadur sogleich sehr bekannt. Es wurde zuerst in dem Studententheater der Lomonossow-Universität Moskau mit dem Regisseur Jewgeni Slawutin aufgeführt. Es folgten in Moskau Aufführungen im Lenkom-Theater und im M.-N.-Jermolowa-Theater und i Theater Benefis. Im Laufe der Zeit gab es Aufführungen auch in Wilna, Tiflis und andernorts. Ihren ersten Sammelband mit abendfüllenden Theaterstücken veröffentlichte sie 1989. Im selben Jahr wurde sie Mitglied des Schriftstellerverbands der UdSSR. In Schweden wurde die Wundervolle Baba am Anfang der 1990er Jahre im Hörfunk übertragen. Sadurs Stück Das rote Paradies war eine Sensation in Stockholm.
Die Literaturwissenschaftler Naum Leiderman und Mark Lipowezki ordneten Sadurs Schaffen der Postmodernen Literatur zu. Andere hielten es für Magischen Realismus oder für Absurdes Theater.
In den Jahren 1992 bis 1997 erschienen Sadurs Romane und Novellen. Ihre Werke wurden auch in Finnland, Großbritannien, Deutschland, der Slowakei und sogar in Japan herausgegeben. Für verschiedene Filme schrieb sie die Drehbücher
Kirill Serebrennikow produzierte 1999 eine Fernsehserie nach Sadurs Stück Ulitschonnaja Lastotschka (Die überführte Schwalbe) (1981).
Die Annexion der Krim 2014 durch Russland unterstützte Sadur 2014 und nahm am Literaturfestival 2016 in Sewastopol teil.
Sadur starb nach langer schwerer Krankheit am 12. November 2023 in Moskau. Nach den Trauerfeiern im Zentralen Haus der Literatur und in der Nikolai-Kirche im Moskauer Stadtteil Birjuljowo wurde sie auf dem Friedhof Rakitki bestattet. Ihre Tochter Jekaterina Olegowna Sadur (* 1973) ist Schriftstellerin.

## Ehrungen, Preise
- IX. Kiewer Pektorale-2000 für Bruder Tschitschikow nach Nikolai Gogols Die toten Seelen (2002)[11]